# Trirazsežni prostor
Trirazsežni prostor (tudi tridimenzionalni prostor, kratica 3R ali 3D) je prostor, ki ga določajo tri razsežnosti: širina, dolžina in višina.
Trirazsežni prostor je človekovo življenjsko okolje.
Tri razsežnosti se da tudi ponazoriti s posebnimi očali z barvnimi filtri, tako da sliko, ki je na dvorazsežnem zaslonu, lahko vidimo v treh razsežnostih.